# Thlaspi cappadocicum
Thlaspi cappadocicum är en korsblommig växtart som först beskrevs av Pierre Edmond Boissier och Benedict Balansa, och fick sitt nu gällande namn av Joseph Friedrich Nicolaus Bornmüller. Thlaspi cappadocicum ingår i släktet skärvfrön, och familjen korsblommiga växter. Inga underarter finns listade i Catalogue of Life.